# Опсада Драча (1107—1108)
Опсада Драча одиграла се у периоду од новембра 1107. године до септембра 1108. године, након што су Итало-норманске снаге под командом Боемунда I од Антиохије опселе гад-луку Драч на Јадранском мору, којм је у име Византијског царства управљао дукс Алексије Комнин, нећак валадајућег византијског цара, Алексија I Комнина (в. 1081–1118. год.). Опсада је детаљно описана у делу Алексијада које је написала Ана Комнин , ћерка византијског цара Алексија. Цар Алексије, који је био тешко поражен док је покушавао да се ослободи претходне опсаде над овим градом од стране Нормана 1081. године, сада је успео да омогући да се опсада подигне и избегне битка. Битка је требало да буде избегнута тако што би се једна војска унапред повукла са уговореног места за време трајања битке, док он буде отпремао одреде своје војске који ће заузети све пролазе у позадини норманске војске, како би је спречили да се кроз њих снабдева храном. Како се опсада настављала, браниоци града су почели да користе грчку ватру како би спалили норманске опсадне справе, након чега су се кроз норманске логоре почели ширити глад као и разне болести. Коначно, Боемунд је затражио да му се изложе византијиски услови за склапање мира. Тако да су резултати преговора који су затим наступили довели до Деволског споразума, којим су Боемунд и војводство од Антиохије постали византијски вазали.